# Simson SR50-serie
De SR50 en de SR80 waren scooters van het Oost-Duitse merk Simson. De Simson SD50 was een op deze scooters gebaseerde triporteur.

## Voorgeschiedenis
Simson had aanvankelijk wapens, fietsen, automobielen, motorfietsen kinderwagens geproduceerd. Na de Tweede Wereldoorlog kwam het in de Sovjet-bezettingszone in Duitsland te liggen. Na de oprichting van de Duitse Democratische Republiek was het een Volkseigener Betrieb geworden en richtte het zich naar de Oost-Duitse Planeconomie. Omdat er in de DDR grote behoefte was aan betaalbare transportmiddelen was men al in 1955 begonnen met de productie van de SR1 bromfietsen. In 1958 verscheen Simson KR50 scooter die in 1964 werd opgevolgd door de KR 51 "Schwalbe" (zwaluw), een scooter die als eerste een vogelnaam droeg. In hetzelfde jaar verschenen ook een aantal zwaardere "schakelbrommers", die ook allemaal een vogelnaam kregen, de Simson SR4-serie waartoe de Spatz (mus), de Star (spreeuw), de Sperber (sperwer) en de Habicht (havik) hoorden. De bromfietsen waren halverwege de jaren zeventig al vervangen door meer moderne ontwerpen (De S50 en vanaf 1980 zelfs de S51), maar de aloude "Schwalbe" nog niet. Halverwege de jaren tachtig begon de scooter aan een tweede leven in Europa, en met modellen als de Honda Spacy, de Suzuki FS 50 en FZ 50 kon de Schwalbe niet meer concurreren. In eigen land bestond geen concurrentie, maar de export, met name naar de Bondsrepubliek, werd steeds belangrijker voor de DDR.

## SR50 en SR80
Pas in 1986 werd de verouderde "Schwalbe" afgelost door een meer modern bromscootertje, de SR50. Er werd een heel nieuw frame ontwikkeld, en ook het ontwerp was veel moderner en lichter. Op de herfstbeurs in Leipzig in 1985 werd het model geïntroduceerd. Het model had al een telescoopvork, terwijl de meeste scooters op dat moment nog een of andere vorm van schommelvoorvork hadden. Ook kon er als accessoire een startmotor worden gemonteerd. Uiteraard werden de nieuwe rijwindgekoelde motorseries M531/M541 uit de laatste Simson S51 serie toegepast, waarbij de koelproblemen waren opgelost. Toch was de licht gekantelde inbouwwijze van het blok in de SR50 niet zonder problemen: de oliepeilstok stond niet meer rechtop en het schakelmechanisme moest via een ander stangenstelsel bediend worden, waardoor het schakelpatroon afweek van de standaard. Het Oost-Duitse vakblad KFT (Kraftfahrzeugtechnik) gaf aan dat de grotere 70 cc versie van de SR80 aangepast was. De SR50 was waarschijnlijk alleen uitgebracht vanwege de toelating als "Kleinkraftrad" en de daarbij horende rijbewijsklasse. De SR50 werd in verschillende uitvoeringen geleverd en overleefde ook de Duitse hereniging. Hij bleef tot aan het einde van het bestaan van het merk in 2002 in productie, zelfs nadat in 1996 een geheel nieuwe scooter, de "Star", was verschenen. Toch waren er nog typische, op het praktisch gebruik gerichte accessoires, die in het Westen al lang tot het verleden behoorden, zoals het schootskleed, het kinderzitje en de aanhangwagenkoppeling. Maar er was ook een toerruit beschikbaar, net als een kofferset. 
- De SR50N was uiteraard het basismodel ("Normal"). Daarom was de uitrusting ook weer minimaal: Richtingaanwijzers, accu en contactslot ontbraken. Omdat de vraag minimaal was, ging dit model, dat 1.880 Oost-Duitse Marken kostte, al in 1987 uit productie.
- De SR50B3 had wél een accu, richtingaanwijzers en contactslot, maar ook bagagedragers aan de zijkant. Dit model kostte 2.190 Mark en werd tot 1988 geproduceerd.
- De SR50B4 was identiek aan de B3, maar had een geïntegreerd instrumentenpaneel en vier versnellingen. Het was het populairste model uit deze serie, hoewel de prijs van 2.365 Mark ruim 600 Mark boven die van de laatste "Schwalbe" modellen lag.
- De SR50C en de SR50CE waren zeer "luxe" modellen, die echter slecht verkocht werden omdat ze simpelweg te duur waren. Ze hadden vijfvoudig verstelbare achterveren, elektronische ontsteking, de nieuwe 12 volt-installatie, 35 watt-koplampen, te grote achteruitkijkspiegels en een geribd duozadel. De SR50CE had bovendien een startmotor. Maar dat model kostte dan ook 2.885 Oost-Duitse Marken, ruim anderhalfmaal de prijs van een "Schwalbe".
- De SR80CE was identiek aan de SR50CE, maar had een tot 70 cc opgeboorde motor (M741EFS), en nog een 6 volt-installatie. In 1987 kostte dit model, dat al in de categorie "Leichtkraftrad" (lichte motorfiets) viel, 2.995 Mark en de topsnelheid was 75 km per uur. Omdat dit model kentekenplichtig was werd het niet in grote aantallen verkocht.
- SR50/1B: Zoals gezegd werden in januari 1989 alle modellen voorzien van een verbeterde 12 volt elektrische installatie. Daarnaast kregen ze allemaal richtingaanwijzers, een 35W/35W, remlicht, accu en een remlichtschakelaar voor de vóórrem. Het geribde zadel werd standaarduitrusting. Daardoor was er geen "N"-versie meer leverbaar en werd de SR50/1B het basismodel. Alle modellen kregen als roestbestrijding een plastic poedercoating.
- De SR50/1C kreeg een halogeenlamp en een spanningsregelaar om een constante boordspanning te waarborgen. Zoals de SR50C kreeg de machine vijfvoudig verstelbare achtervering, grote achteruitkijkspiegels en de zij-bagagedragers.
- De SR50/1CE was identiek aan de "C", maar had een startmotor.
- De SR50 Bunny was een speciaal voor de West-Duitse markt ontwikkelde versie van de SR50C en de SR50CE. Hij kwam in 1987 op de markt. De machine was in het westen zeer goedkoop (DM 2.350,=) en kon worden voorzien van en kofferset. Deze bestond echter uit de enorme Krauser koffers die er op een zware motorfiets nog vrij elegant uitzagen, maar duidelijk te ruim bemeten waren voor dit kleine scootertje. Een voordeel was dat de 3,4 pk sterke Bunny in de "Kleinkraftrad" categorie (max 50 km per uur) viel. In het westen was voor 200 DM ook een katalysator leverbaar. In 1990 verdween de Bunny weer.
- De SR50X was een licht gewijzigde versie van de SR50-serie, maar werd goed verkocht. In 1994 kreeg hij de naam SR50 Gamma, maar in 1996 werd de naam opnieuw gewijzigd en werd het SR50 Classic. Toen verscheen namelijk een heel nieuw scootermodel, de "Star".
- De SR80/1CE was identiek aan de SR50/1CE maar had een 70 cc motor.
- De SR80X was identiek aan de SR50X maar had een 70 cc motor. Ook de naamwijzigingen van de SR50X werden op dit model toegepast.

Alle modellen uit deze serie zijn herkenbaar aan hun zeshoekige richtingaanwijzers. Na de Duitse hereniging bleven deze modellen in productie tot 1991, maar omdat de producten uit de voormalige DDR in het algemeen als "minderwaardig" werden beschouwd, stortte de vraag in.

## SD50
Op basis van de SR50 scooter werd in 1992 de SD50 triporteur ontwikkeld. De hele voorkant kwam tot onder de zitbank overeen met de SR50, achter de zitbank zat een breed frame met de achteras. De SD50 was bestemd voor klein transport op korte afstanden, zoals catering. Er waren verschillende opbouwmogelijkheden, zoals op en gesloten laadbakken en afneembare transportboxen. De SD50 kreeg daardoor ook verschillende typenamen, zoals "City-Trans", "Trucky" en, in overeenstemming met de in de jaren negentig weer aangenomen vogelnamen, "Albatros". Behalve de gebruikelijke vierversnellingsbak was ook een automatische versnellingsbak en zelfs aandrijving met een elektromotor leverbaar. 

## Technische gegevens SR50-serie en SR80-serie
| Simson                 | SR50N                | SR50CE               | SR50B3               | SR50B4               | SR50C                | SR50 Bunny           | SR50/1B              | SR50/1C              | SR50/1CE             | SR50X                                         | SR80CE               | SR80/1CE             | SR80X                                         | SD50                                          |
| ---------------------- | -------------------- | -------------------- | -------------------- | -------------------- | -------------------- | -------------------- | -------------------- | -------------------- | -------------------- | --------------------------------------------- | -------------------- | -------------------- | --------------------------------------------- | --------------------------------------------- |
| Periode                | 1986-1987            | 1986-1988            | 1986-1989            | 1986-1989            | 1987-1989            | 1987-1990            | 1989-1990            | 1989-1990            | 1989-1990            | 1993-2002                                     | 1987-1988            | 1989-1990            | 1993-2002                                     | 1992-2002                                     |
| Naam                   |                      |                      |                      |                      |                      |                      |                      |                      |                      | vanaf 1994 SR50 Gamma vanaf 1996 SR50 Classic |                      |                      | vanaf 1994 SR80 Gamma vanaf 1996 SR80 Classic | Albatros                                      |
| Productieaantal        | 6.740                | 7.300                | 96.430               | 96.430               | 16.750               | onbekend             | 51.350               | 20.380               | 4.500                | onbekend                                      | 1.180                | 950                  | onbekend                                      | onbekend                                      |
| Motor                  | M531/2KFS            | M541EFS              | M531KFS              | M541KFS              | M541/1KFS            | M541/1KFS            | M542KFS              | M542/1KFS            | M542EFS              | onbekend                                      | M741EFS              | M742EFS              | onbekend                                      | onbekend                                      |
| Motor type             | eencilinder tweetakt | eencilinder tweetakt | eencilinder tweetakt | eencilinder tweetakt | eencilinder tweetakt | eencilinder tweetakt | eencilinder tweetakt | eencilinder tweetakt | eencilinder tweetakt | eencilinder tweetakt                          | eencilinder tweetakt | eencilinder tweetakt | eencilinder tweetakt                          | eencilinder tweetakt                          |
| Koeling                | rijwind              | rijwind              | rijwind              | rijwind              | rijwind              | rijwind              | rijwind              | rijwind              | rijwind              | rijwind                                       | rijwind              | rijwind              | rijwind                                       | rijwind                                       |
| boring in mm           | 38                   | 38                   | 38                   | 38                   | 38                   | 38                   | 38                   | 38                   | 38                   | 38                                            | 45                   | 45                   | 45                                            | 38                                            |
| slag in mm             | 44                   | 44                   | 44                   | 44                   | 44                   | 44                   | 44                   | 44                   | 44                   | 44                                            | 45                   | 45                   | 45                                            | 44                                            |
| Cilinderinhoud in cc   | 49,9                 | 49,9                 | 49,9                 | 49,9                 | 49,9                 | 49,9                 | 49,9                 | 49,9                 | 49,9                 | 49,9                                          | 69,9                 | 69,9                 | 69,9                                          | 49,9                                          |
| Compressieverhouding   | 9,5:1                | 9,5:1                | 9,5:1                | 9,5:1                | 9,5:1                | 8,5:1                | 9,5:1                | 9,5:1                | 9,5:1                | 9,5:1                                         | 10,5:1               | 10,5:1               | 10,5:1                                        | 9,5:1                                         |
| Max. Vermogen in pk    | 3,7 bij 5.500 tpm    | 3,7 bij 5.500 tpm    | 3,7 bij 5.500 tpm    | 3,7 bij 5.500 tpm    | 3,7 bij 5.500 tpm    | 3,7 bij 5.500 tpm    | 3,7 bij 5.500 tpm    | 3,7 bij 5.500 tpm    | 3,7 bij 5.500 tpm    | 3,7 bij 5.500 tpm                             | 5,6 bij 6.000 tpm    | 5,6 bij 6.000 tpm    | 5,6 bij 6.000 tpm                             | 3,3 bij 5.500 tpm                             |
| Topsnelheid in km/h    | 60                   | 60                   | 60                   | 60                   | 60                   | 60                   | 60                   | 60                   | 60                   | 60                                            | 75                   | 75                   | 75                                            | 45                                            |
| Versnellingen          | 3                    | 4                    | 3                    | 4                    | 4                    | 4                    | 4                    | 4                    | 4                    | 4                                             | 4                    | 4                    | 4                                             | 4 (Albatros 50) automaat (Albatros Automatik) |
| Rijklaar gewicht in kg | 80                   | 88                   | 82                   | 83,5                 | 86                   | 88,5                 | 83,5                 | 86                   | 88                   | 83,5                                          | 88,5                 | 88,5                 | 88,5                                          | 127 tot 135 (afhankelijk van uitvoering)      |